# Anomalodèsmats
Els anomalodèsmats (Anomalodesmata) són un superordre o ordre de mol·luscs bivalves marins. Tenen les dues valves de igual mida.

## Taxonomia de 2010
L'any 2010, es va proposar un nou sistema de classificació pels Bivalvia que va ser publicat per Bieler, Carter & Coan. Pel que fa als Anomalodesmata, l'esquema és el següent:
- Superfamília Clavagelloidea
  - Família Clavagellidae
  - Família Penicillidae
- Superfamília Cuspidarioidea
  - Família Cuspidariidae
- Superfamília Myochamoidea
  - Família Cleidothaeridae
  - Família Myochamidae
- Superfamília Pandoroidea
  - Família Pandoridae
  - Família Lyonsiidae
- Superfamília Pholadomyoidea
  - Família Parilimyidae
  - Família Pholadomyidae
- Superfamília Poromyoidea
  - Família Poromyidae
- Superfamília Thracioidea
  - Família Thraciidae
  - Família Laternulidae
  - Família Periplomatidae
- Superfamília Verticordioidea
  - Família Lyonsiellidae
  - Família Verticordidae
  - Família Euciroidae